# Резолюция Совета Безопасности ООН 1024
Резолюция Совета Безопасности Организации Объединённых Наций 1024 (код — S/RES/1024), принятая 28 ноября 1995 года, рассмотрев доклад Генерального секретаря ООН Бутроса Бутроса-Гали о Силах ООН по наблюдению за разъединением (СООННР), Совет отметил свои усилия по установлению прочного и справедливого мира на Ближнем Востоке. В резолюции было принято решение призвать соответствующие стороны немедленно выполнить резолюцию 338 (1973), продлен мандат Сил по наблюдению ещё на шесть месяцев до 31 мая 1996 года и содержится просьба к Генеральному секретарю представить доклад о ситуации в конце этого периода.
Силы были созданы в 1974 году для наблюдения за прекращением огня, предусмотренным соглашением между израильскими и сирийскими войсками.